# Bianca Tosatti
Bianca Tosatti (Cento, 18 aprile 1948) è una critica d'arte italiana.

## Biografia
Storica dell’Arte e docente di ruolo per molti anni; consulenza decennale per un collezionista privato; direzione biennale della Scuola Politecnica di Design di Milano. Un saggio con G.Bedoni: Arte e Psichiatria; molti altri saggi, monografici e non, per pubblicazioni italiane e straniere.  Nel 2005 ha vinto il Premio Telecom Italia con la mostra/catalogo: Arte irregolare nei luoghi della cura, organizzata con Progetto Itaca.  Ideazione e realizzazione di molte mostre pubbliche con cataloghi (Utet, Mazzotta, Skira) Arnulf Rainer a Venezia, Abbazia di San Gregorio, Lanormalità dell’arte al Refettorio delle Stelline a Milano, Figure dell’anima, al Palazzo Ducale di Genova e al Castello Visconteo di Pavia, Oltre la ragione, al palazzo della Ragione di Bergamo e al Museo d’Arte Contemporanea di Montecarlo, Ai margini dello sguardo per il Comune di Reggio Emilia, Zona Franca per la Biblioteca Panizzi di Reggio Emilia. Molte altre mostre sono state concepite e realizzate su temi specifici dell’arte irregolare: Come un cavallo, Ritrarre l’invisibile, Io è un altro, Stupefatti di spazio, Per turbamenti del potere, Figure della protezione.  Per due anni, dal dicembre 2013 al marzo 2015 è stata impegnata nella realizzazione del MAImuseo, un grande utopistico progetto di conservazione, esposizione, formazione che avrebbe dovuto realizzarsi nella settecentesca Villa Cattaneo di Sospiro (Cremona): durante questa esperienza sono state realizzate le mostre di Armand Schultess, diversi convegni a dimensione internazionale, la mostra Women che accostava le opere di alcuni grandi artisti irregolari sul tema del genere sessuale (Ghizzardi, Lisetta Carmi, Francesco Borrello, Gerda Wegener). Oggi è impegnata nella valutazione di diverse proposte, pubbliche e private,  che le permettano di valorizzare la straordinaria collezione che è andata raccogliendo in tutti questi anni e di cui ama definirsi “custode”; a questa sua raccolta personale bisogna aggiungere tutte le altre raccolte di collezionisti privati che fanno riferimento a lei per mettere in sicurezza di conservazione e in prospettiva di studio i loro straordinari tesori culturali.